# Голубцов, Платон Иванович
Голубцов Платон Иванович (17 (28) июля 1796 — 30 января (11 февраля) 1840) — действительный статский советник, генерал-майор.

## Биография
Из дворянского рода Голубцовых. Внук А. Ф. Голубцова — симбирского вице-губернатора (1783—1792), воеводы Пермской провинции (1774—1781). Сын тайного советника, действительного камергера Ивана Александровича Голубцова и его жены Марии Богдановны, урождённой Огарёвой. Племянник и один из наследников министра финансов Ф. А. Голубцова. Двоюродный брат деятеля русской революционной эмиграции Н. П. Огарёва. Дед историка и генеалога В. В. Голубцова.
Родился в городе Перми. Первоначальное образование получил домашнее. Воспитанник Пажеского корпуса: назначен пажом с определением в Пажеский корпус 18 (30) марта 1813; из камер-пажей произведен в корнеты Гродненского гусарского полка 13 (25) апреля 1814; переведён в лейб-гвардии Гусарский полк тем же чином 13 (25) декабря 1814.
Лейб-гусары, возвратившись из заграничного похода кампании 1814, квартировали в Царском Селе. По случаю возобновления военных действий после побега Наполеона с острова Эльба во Францию, с полком участвовал в походе к западным границам Российской империи во время кампании 1815 года (июнь—октябрь). Там же — в Царском Селе, познакомился с лицеистами первого выпуска Царскосельского лицея, в частности, с поэтом А. С. Пушкиным. В чине корнета упоминается в ранней лирике Пушкина, в сатирическом экспромте «Ноэль на лейб-гвардии Гусарский полк», посвященного лейб-гусарам в рождественские праздники 1817 года. Масон.
Произведён на вакансию в поручики 13 (25) февраля 1817; на вакансию в штабс-ротмистры 10 (22) июля 1819; на вакансию в ротмистры 7 (19) июля 1822; на вакансию в полковники 28 января (9 февраля) 1826. Полковой эскадронный и дивизионный командир. Уволен от службы, «за болезнью», для определения к статским делам, с пожалованием чина статского советника 11 (23) июня 1830. В том чине был в отставке до февраля 1832, после чего принят на службу к своему бывшему командиру — В. В. Левашову.
Во время службы в лейб-гвардии Гусарском полку, с 1821 года последовательно командовал эскадронами: 6-м, 5-м и лейб-эскадроном, снова 6-м и наконец 3-м дивизионом, а в 1827 году, временно — полком. С 1821 года получил тридцать девять высочайших благоволений за смотры, учения, парады и маневры. В том же ― 1827, за службу пожалован орденом Святой Анны 2 степени.
ВП от 27 февраля (10 марта) 1832 определён в службу уволенный из полковников лейб-гвардии Гусарского полка для определения к статским делам с чином статского советника П. И. Голубцов, с состоянием по кавалерии, прежним полковничьим чином и с назначением к киевскому военному, подольскому и волынскому генерал-губернатору, генерал-адъютанту В. В. Левашову, по особым поручениям.
В той должности был проектировщиком и устроителем иллюминации Государева сада в Киеве. Пожалован орденом Святого Станислава 3 степени 21 ноября (3 декабря) 1833 в «воздаяние отлично-усердной и ревностной службы». Когда в 1835 было высочайше дозволено учредить в Киеве постоянный городской театр, содержавшийся за счет городских доходов, то для управления театром была «составлена» дирекция, под председательством киевского генерал-губернатора, в составе трёх членов. Полковник П. И. Голубцов был назначен непременным членом первой дирекции Киевского городского театра.
Назначен для особых поручений к киевскому военному, подольскому и волынскому генерал-губернатору, ген.-лейтенанту графу А. Д. Гурьеву 1 (13) августа 1835, с оставлением по кавалерии. Уволен от военной службы для определения к статским делам, с пожалованием чина действительного статского советника и причислением к ведомству М-ва внутренних дел 14 (26) января 1836. Уволен вовсе от службы, с переименованием в чин генерал-майора и с дозволением в отставке носить военный мундир 6 (18) декабря 1837.
Умер в Киеве 30 января (11 февраля) 1840. С супругой похоронен в Киево-Печерской Лавре.

## Награды
- Орден Святого Иоанна Иерусалимского (20.02.1810)
- Орден Святой Анны 2 степени (22.08.1827)
- Знак отличия беспорочной службы за «XV» лет (22.08.1833)
- Орден Святого Станислава 3(2) степени (21.11.1833)
- Бронзовая дворянская медаль «В память Отечественной войны 1812» (1814)

## Семья
Имел брата Александра, умершего в детстве, и двух сестёр: Варвару Юшкову (1795―1841), супругу шталмейстера, действительного камергера, действительного статского советника Иосифа Ивановича Юшкова (1788―1849); младшая сестра ― Екатерина (1801―1840), вследствие замужества в 1833 году за генерал-лейтенанта, чрезвычайного посла и уполномоченного министра Королевства Вюртембергского при Императорском Российском дворе, принца, князя Христиана-Людвига-Фридриха-Генриха фон Гогенлоэ-Лангебург-Кирхберга (1788―1859), от Николая I 8 января 1833 была пожалована во фрейлины императрицы Александры Фёдоровны и единственная в роду Голубцовых пожалована графским титулом Российской империи, а после замужества получила титулы принцессы и княгини Гогенлоэ-Лангебург-Кирхберг. Брак принцессы Е. И. Гогенлоэ-Кирхберг был бездетен. Движимое своё имущество она завещала мужу, а недвижимое имение, включая знаменитый дом в С.-Петербурге ― племянникам, детям П. И. Голубцова.
Крупный помещик Мокшанского и Саранского уездов Пензенской губ., Красноуфимского уезда Пермской губ., Самарского уезда Симбирской губ., Острогожского уезда Воронежской губ., Ораниенбаумского уезда С.-Петербургской губ. и с.-петербургский домовладелец. Часть имений П. И. Голубцова были им проданы при жизни, имения в Красноуфимском и Ораниенбаумском уездах завещаны жене и детям.

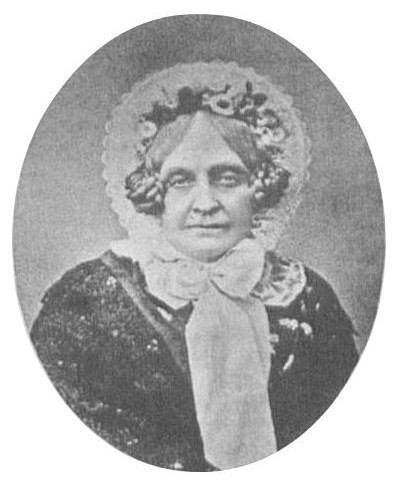
Екатерина Дмитриевна Голубцова, ур. графиня Толстая (1805—1871)

С 2 (14) сентября 1823 был женат на графине Екатерине Дмитриевне Толстой (12.11.1805―10.01.1871), бывшей в течение 20 лет (25.07.1851―10.01.1871) начальницей и членом совета Киевского института благородных девиц. По той должности неоднократно награждалась высочайшими благоволениями и подарками императрицы Марии Александровны. Умерла в Киеве и была погребена рядом с мужем. До отъезда в 1832 году с мужем в Киев состояла членом С.-Петербургского женского патриотического общества. Киевская и с.-петербургская домовладелица, помещица Петергофского и Красноуфимского уездов.
Дети:
- Фёдор Платонович Голубцов (1824―1890) ― статский советник, камергер. Служил по ведомствам М-ва юстиции, Военного м-ва, М-ва внутренних дел и учреждений императрицы Марии. В 1845 окончил курс наук С.-Петербургского ун-та, по юридическому разряду юридического ф-та, со степенью кандидата прав. Определён на службу в контору сенатской типографии чиновником с утверждением в чине коллежского секретаря 28 ноября (10 декабря) 1845; прикомандирован к канцелярии 1-го департамента Правительствующего сената, и. д. помощника секретаря в 1846, 1847 и 1848; переведён в департамент младшим помощником секретаря 20 декабря 1849 (1 января 1850); переведён во 2-е отделение канцелярии Военного м-ва в число чиновников, на усиление положенных 22 октября (3 ноября) 1850; за выслугу лет титулярным советником 28 ноября (10 декабря) 1849; за отличие коллежским асессором 30 марта (11 апреля) 1852; переведён в канцелярию киевского военного, подольского и волынского генерал-губернатора кн. И. И. Васильчикова канцелярским чиновником 12 (24) декабря 1852; переведён чиновником особых поручений при попечителе[22] Киевского учебного округа 9 (21) июля 1853; переведён чиновником особых поручений при киевском военном, подольском и волынском генерал-губернаторе 8 (20) января 1856; камер-юнкером 27 мая (8 июня) 1857; за выслугу надворным советником 13 (25) ноября 1857; за выслугу коллежским советником 30 марта (11 апреля) 1859; Св. Станислав 2 ст. 3 (15) июня 1860; с оставлением в должности и придворном звании, член от правительства мировых съездов Киевской губернии в 1861—1863; за выслугу статским советником 30 марта (11 апреля) 1863; Св. Станислав 2 ст. с императорской короной (17.05.1863); причислен к Министерству внутренних дел, с оставлением в распоряжении того же генерал-губернатора 4 (16) апреля 1864; откомандирован в распоряжение новороссийского и бессарабского генерал-губернатора, с оставлением при министерстве (1868); при той же должности камергером 17 (29) апреля 1870; при той же должности повторно знаки с императорской короной орд. Св. Станислава 2 ст. (14.07.1872); при той же должности Святая Анна 2 ст. (28.10.1872); в том же чине, с оставлением при том же министерстве и в том же придворном звании, назначен почётным членом Херсонского губернского попечительства детских приютов с 11 (23) ноября 1877 по 11 (23) ноября 1882; Св. Владимир 4 ст. за 35-летнюю выслугу (1887)  и тёмно-бронзовая медаль «В память войны 1853-1856» (1856). Умер на службе. Приказом министра внутренних дел за № 11 исключен из списков умершим статским советником в звании камергера 7 (19) апреля 1890[23]. Чина действительного статского советника не имел[24].

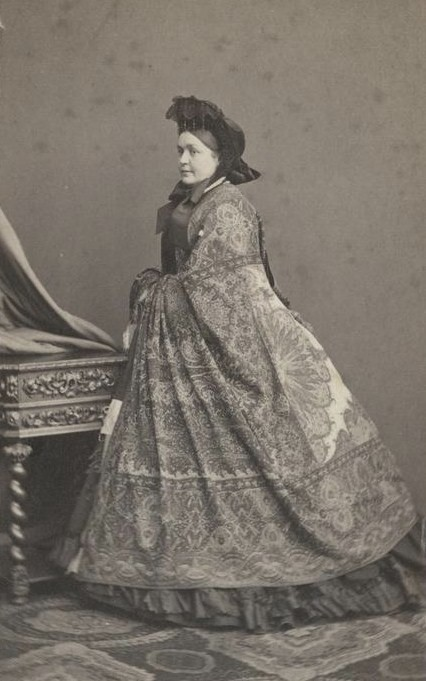
Елена Павловна Голубцова, ур. графиня Пален (1820—1872)

С 1858 жена ― Болдырева (урождённая графиня фон-дер Пален) Елена Павловна (1826―1874), дочь ген.-лейтенанта, графа П. П. фон-дер Палена и третьей его жены, графини Екатерины Васильевны Орловой-Денисовой, вдова коннозаводчика, рязанского помещика и с.-петербургского домовладельца, отставного ген.-майора Аркадия Африкановича Болдырева (1793/1802―1857), вторая его жена. Брак бездетен.
- Александр Платонович Голубцов (1825―1858) ― художник, живописец, график, коллежский асессор. Служил по ведомствам М-ва внутренних дел и М-ва народного просвещения. Учился в Академии художеств. В 1850 за картину «Гадающая девушка»[30] получил большую (1-го достоинства) серебряную медаль и звание художника с правами на чин XIV класса[31]. Его работы, написанные во время учебы в академии: «Бондари за работой» (1846), «Пейзаж с двухэтажным особняком» (1840-е), «Вид развалин крепости» (1840-е) ― находятся в Эрмитаже[32]. По окончании академии поступил на службу в ведомство М-ва внутренних дел чиновником канцелярии витебского, могилевского и смоленского генерал-губернатора: ВП от 8 (20) марта 1851 за № 47, по министерству, производится в коллежские регистраторы, по званию художника живописи, со старшинством с 29 сентября (11 октября) 1850[33]. После назначения матери начальницей Киевского института благородных девиц вышел в отставку и переехал в Киев: ВП от 3 (15) июня 1852 за № 110, по министерству, уволен от службы, по прошению, в том же чине. В Киеве служил по ведомству М-ва народного просвещения штатным смотрителем Киевского уездного училища, вышел в отставку в чине титулярного советника. Будучи уже в отставке, ВП от 23 мая (4 июня) 1858 за № 129, пожалован, за выслугу лет, чином коллежского асессора, со старшинством[34]. В том же ― 1858, умер. Был похоронен в Выдубицком монастыре под Киевом.

С 1856 жена ― Вера Павловна Дьякова (?―1864, с. Борки, Горецкого у., Могилёвской губ.), дочь могилёвского помещика, сослуживца свёкра, ген.-майора Павла Николаевича Дьякова. Племянница смоленского, витебского и могилёвского генерал-губернатора, сенатора, генерал-адъютанта, генерала от кавалерии П. Н. Дьякова и полковника Сибирского уланского полка Алексея Николаевича Дьякова. В браке дочь ― Екатерина (1858―1863, с. Борки). Овдовев, титулярная советница В. П. Голубцова переехала из Киева в Могилёвскую губернию, где, по купчей от 4 (16) сентября 1859, совершенной в Могилёвской гражданской палате, от наследников умершего отставного поручика Георгия Иосифова Лускино приобрела бо́льшую часть недвижимого его имения, состоящего Могилёвской губ., Копысского уезда, в сц. (дер.) Рацево, из коего ей досталось, по 10-й ревизии ― 1858, всего крестьян муж. пола 178 душ. В том имении и жила с дочерью Екатериной, и с ней же была похоронена на кладбище приходской церкви в с. Борки. Меньшая часть того имения ― 40 душ муж. пола, осталась за сыном поручика Г. И. Лускино, не имеющим чина помещиком Иосифом Георгиевым Лускино, служившим попечителем сельских запасных магазинов Копысского уезда.
Согласно сведениям историка живописи, беллетриста, цензора Давида Ивановича Мацкевича (1819―1859), в ноябре 1854 посетившего Киев и киевскую «Художественную живописную школу» подольского дворянина и художника Наполеона Николаевича Буяльского, к тому времени А. П. Голубцов оставил профессиональные занятия живописью: «Здесь находится другой художник, переселившийся из Петербурга в Киев, А. П. Голубцов, которого очень хорошая картина, изображающая «Ворожею», была замечена на художественной академической выставке в Петербурге, лет пять тому назад, картина, за которую он удостоен от Академии серебряной медали первого достоинства. Избрав ныне другое поприще для своей деятельности, он, по-видимому, совсем отказался от занятий искусством. Г. Голубцов прошедшим летом ездил для поправления здоровья в чужие края, где имел случай видеть и изучать высокие образцы живописи. Путешествие это не будет ли иметь благоприятного влияния и на художественные занятий г. Голубцова? По крайней мере мы бы желали этого искренно»
Вместе с братьями: Фёдором, Иваном, Дмитрием, Платоном, Владимиром и Эммануилом ― А. П. Голубцов был сонаследником родового имения отца в Красноуфимском и Петергофском уездах, и каменного дома в С.-Петербурге, по ул. Караванной / ул. Итальянской, принадлежавшего тётке, принцессе Е. И. Гогенлоэ Кирхберг. Свою долю того дома, по купчей от 22 июля (3 августа) 1853, совершенной во 2-м департаменте С.-Петербургской гражданской палаты, отказал в пользу брата Дмитрия.
По-видимому, картины, написанные А. П. Голубцовым, имелись в ныне утраченной семейной картинной галерее, собранной в родовой усадьбе Голубцовых ― с. Александровском (Голубцовка тож), Красноуфимского уезда. А. П. Голубцов как художник был известен ещё в начале XX в. По воспоминаниям сотрудника «Сатирикона», художника-футуриста А. А. Радакова, в 1910-х в Московском училище живописи, ваяния и зодчества была учреждена именная стипендия «В память А. П. Голубцова», которая, за успехи в учебе и творчестве, была назначена В. В. Маяковскому, В. Н. Чекрыгину и Е. М. Тадевосяну.
- Иван Платонович Голубцов (1827―1884) ― армии капитан.

В службу вступил унтер-офицером л.-гв. Семёновского полка; произведён, за выслугой узаконенных лет, из гвардии портупей-прапорщиков в прапорщики Гренадерского короля Фридриха-Вильгельма III полка 8 (20) ноября 1848; в декабре того же ― 1848, назначен полковым адъютантом; на вакансию подпоручиком 6 (18) декабря 1849, с оставлением в должности; на вакансию поручиком 6 (18) декабря 1851, с оставлением в должности; уволен от службы, за болезнью, штабс-капитаном 17 (29) июня 1853; в отставке с 17.06.1853 по 31.01.1855, жил в Киеве. Участник Крымской войны 1853―1856 и обороны Севастополя: определён в службу, по кавалерии, в Рижский драгунский полк, прежним чином поручика 31 января (12 февраля) 1855; переведён поручиком в Селенгинский пехотный полк 25 июля (6 августа) 1855; 19 июня (1 июля) 1856 утверждён в чине, за отличие в сражениях кампании 1855 года, штабс-капитанском, со старшинством с 27 августа (8 сентября) 1855; уволен от службы, за болезнью, с пожалованием чина капитана 20 декабря 1856 (1 января 1857). В последние годы жил в С.-Петербурге.
По духовному завещанию родной тётки, бездетной принцессы, княгини Е. И. Гоген-Логе (Гогенлоэ) Кирхберг, вместе с братьями: Фёдором, Александром, Дмитрием, Платоном, Владимиром и Эммануилом ― в 1842 утверждён сонаследником её 4-этажного каменного дома, состоящего в С.-Петербурге, 3-й Адмиралтейской части, 1-го квартала, по ул. Караванной, под № 21 (ул. Караванная, 4 / ул. Итальянская, 36). По купчей от 22 июля (3 августа) 1853, совершенной во 2-м департаменте С.-Петербургской гражданской палаты, Фёдор, Александр, Иван, Платон, Владимир и Эммануил отказали свои доли того дома в пользу одного брата Дмитрия, получив от него за свои части 50 000 руб. серебром.
По купчей от 23 июля (4 августа) 1853, совершенной там же, он же ― Иван, продал сонаследникам, родным братьям: Фёдору, Александру, Платону, Владимиру и Эммануилу ― свою долю отцовского наследства, следующую ему часть недвижимого имения, заключающегося: из села Александровского с разными деревнями, Красноуфимского у., Пермской губ., писанных, по 9-й ревизии ― 1850, 128 душ муж. пола; из сельца Волгово, с деревней Гулкиной (Фюльгиз тож), Петергофского (прежде Ораниенбаумского) уезда, С.-Петербургской губ., писанных, по 9-й ревизии, 19 душ муж. пола, ― со всеми их семействами, имуществом, строением и землей, за получением от братьев денежного вознаграждения в 30 000 руб. серебром; запись писана на листе в 60 руб., пошлин не взыскано, а взято за акт 3 руб. серебром.
Выйдя в отставку в 1853 и продав братьям свои имения, в том же ― 1853, женился на светской даме, красавице Любови Ивановне, урождённой Кроль (3.02.1826―13.04.1900), чья жизнь окутана мифами, легендами и светскими сплетнями. Дочь новгородского и нижегородского помещика, вице-директора Департамента железных дорог (11.08.1842―7.02.1846) и Департамента проектов и смет (7.02.1846―15.09.1856) Главного управления путей сообщения и публичных зданий, инженер-генерал-майора (21.04.1847) Ивана (Иоганна) Христиановича (Крестиановича) Кроля (1795―15.09.1856) и Натальи Андреевны, урождённой Шрёдер (?―29.05.1860); вдова гвардии капитана Николая Александровича Пенхержевского (1824―1852), от которого имела единственного сына Александра, родного внука ген.-лейтенанта, коменданта г. Киева и Киево-Печерской цитадели А. Л. Пенхержевского. Брак бездетен. Пасынок – А. Н. Пенхержевский (1850―?), пожалован пажом-кандидатом Пажеского корпуса 14 (26) октября 1855. Возвратившись с сыном из Киева в С.-Петербург, штабс-капитанша Л. И. Голубцова познакомилась с одним из богатейших помещиков России, известным меценатом и литератором, графом Г. А. Кушелевым-Безбородко (20.01.1832―7.05.1870). Переехав жить к нему в дом, подала в С.-Петербургскую духовную консисторию прошение на развод с штабс-капитаном И. П. Голубцовым 16 (28) октября 1856, по решению Священного Синода брак был расторгнут 28 марта (9 апреля) 1857, и разведённая капитанша Л. И. Голубцова в третий раз, вторым браком, вышла замуж за графа 30 октября (11 ноября) 1857. Венчались в Сергиевском всей артиллерии соборе. Поручители по женихе: статский советник А. Г. Виноградов и лейб-гвардии Уланского полка поручик Николай Николаевич Гербель; по невесте чиновник М-ва внутренних дел, губернский секретарь Егор Фёдорович Моллер и титулярный советник Иван Закревский. По свидетельствам агента III отделения С. Е. И. В. К., чтобы заключить официальный брак с Л. И. Голубцовой граф заплатил И. П. Голубцову отступные 60 000 руб. и за развод 80 000 руб. серебром. После свадьбы графиня Л. И. Кушелева-Безбородко отправилась в свадебное путешествие во Францию и в Россию больше не возвращалась.
- Дмитрий Платонович Голубцов (1827―1898) ― брат-близнец Ивана, статский советник, церемониймейстер, камергер. Служил по ведомствам М-ва иностранных дел и М-ва императорского двора. Советник Придворной Его Величества конторы. Почётный секретарь ордена Святого Александра Невского первого стола орденского отделения Капитула российских императорских и царских орденов.

В службу вступил канцелярским чиновником Д-та внутренних сношений М-ва иностранных дел; 20 февраля (4 марта) 1851 произведён, за выслугой узаконенных лет, в коллежские регистраторы, со старшинством с 8 (20) ноября 1850; 8 (20) февраля 1855 произведён, за выслугу лет, в губернские секретари, со старшинством с 8 (20) ноября 1854, назначен секретарем Экспедиции церемониальных дел при Особой канцелярии М-ва иностранных дел; за труды по приготовлениям к коронации Александра II объявлено монаршее благоволение 2 (14) октября 1856; вместе с другими чиновниками экспедиции 14 (26) ноября 1858 отчислен из министерства по случаю присоединения Экспедиции церемониальных дел к составу М-ва императорского двора, с 29 октября (10 ноября) 1858 и оставлением в должности; 3 (15) марта 1860 произведён, за выслугу лет, в титулярные советники, со старшинством с 8 (20) ноября 1859; пожалован в звание камер-юнкера и причислен к Императорскому Эрмитажу 17 (29) апреля 1860, с увольнением от должности; пожалован орд. Св. Анны 3-й ст. (23.04.1861); 12 (24) ноября 1862 отчислен от Эрмитажа и назначен и. д. советника Придворной Его Величества конторы, с 30 октября (11 ноября) 1862 и с оставлением в придворном звании; 5 (17) августа 1863 произведён в коллежские асессоры, со старшинством с 8 (20) ноября 1862; назначен «в должность» церемониймейстера [Экспедиции церемониальных дел Капитула российских императорских и царских орденов] Двора Его Величества 5 (17) августа 1863, с оставлением в придворном звании и на службе в Придворной конторе; 28 октября (9 ноября) 1866 производится, за отличие, в надворные советники, со старшинством с 8 (20) ноября 1865, с оставлением в должностях и званиях; производится, за отличие, в коллежские советники 31 марта (12 апреля) 1868, со старшинством, с оставлением в должностях и званиях;  пожалован в звание камергера 16 (28) апреля 1872; 31 августа (12 сентября) 1872 пожалован, за выслугу лет, в статские советники, со старшинством с 31 марта (12 апреля) 1872; утверждён в должности советника Придворной конторы 16 (28) августа 1874; уволен, согласно прошению, по домашним обстоятельствам, от должности советника Придворной Его Величества конторы, с причислением к Министерству императорского двора 2 (14) февраля 1879, с оставлением в придворном звании; уволен от службы, согласно прошению, 28 декабря 1885 (9 января 1886). Имел тёмно-бронзовую медаль «В память войны 1853-1856», на Владимирской ленте, и, в должности церемониймейстера Капитула российских императорских и царских орденов, знак официала ордена Св. Александра Невского, носимый по должности и званию орденского почётного секретаря. За дипломатические труды награждён командорскими крестами папского ордена Пия IX и баденского ордена Церингенского Льва. С 2 (14) ноября 1875 ― действительный член С.-Петербургского славянского общества.
Д. П. Голубцов служил и после продолжительной болезни умер в С.-Петербурге. Похоронен на кладбище Александро-Невской лавры.
Вместе с братьями: Фёдором, Александром, Иваном, Платоном, Владимиром и Эммануилом – Д. П. Голубцов был сонаследником родового имения отца в Красноуфимском и Петергофском уездах, и каменного дома в С.-Петербурге, по ул. Караванной / ул. Итальянской, прежде принадлежавшего тётке, принцессе Е. И. Гогенлоэ Кирхберг. По купчей от 22 июля (3 августа) 1853, совершенной во 2-м департаменте С.-Петербургской гражданской палаты, братья отказали свои доли того дома в пользу одного Дмитрия Платоновича, заплатившего им 50 000 руб. серебром.
С 22.07.1853 по 26.02.1860 ― единоличный владелец дома. По купчей от 26 февраля (9 марта) 1860, совершенной во 2-м департаменте С.-Петербургской гражданской палаты, он продал  дом гвардии капитанше М. Г. Казакевич (1822 или 1.04.1824―13.04.1862). После продажи родового дома проживал в наёмных квартирах по разным адресам: по наб. р. Мойки, близ Марсова поля, д. № 1; по ул. Фурштадтской, Литейной части, д. № 4 ― и др.
Садовод-любитель, член Российского общества садоводства в С.-Петербурге. За труды и заботы по устройству летней выставки общества 1863 года награждён малой золотой медалью 2 (14) ноября 1863. Участник весенней выставки общества 1868 года, за коллекцию орхидей награждён большой серебряной медалью. Собрал библиотеку, содержащую богатый раздел по ботанике, которую подарил племяннику В. В. Голубцову. Вскоре после выкупа дома на ул. Караванной, в нём был «вновь открытый цветочный магазин К. Дубровина. Продаются цветы, букеты и разные комнатные растения, по весьма умеренным ценам, на углу Караванной и Итальянской улиц, в доме г. Голубцова». С высочайшего соизволения императрицы Александры Фёдоровны, с 14 (26) марта 1854 в том же доме Д. П. Голубцова работала выставка выигрышей ежегодной (XVII-й) лотереи в пользу ведомства С.-Петербургских детских приютов, «украшенная многими вещами, пожалованными Императорской фамилией», где посетители моги приобрести лотерейные билеты. Розыгрыш XVII лотереи в пользу С.-Петербургских детских приютов состоялся 2 мая 1854 в зале С.-Петербургского дворянского собрания. Было продано 17112 билетов по 0.75 коп. серебром, на сумму 12 834 руб. серебром. Отдельно продавались печатная опись всех бывших на выставке выигрышей (по 10 коп. серебром) и листы с нумерацией выигрышных билетов (по 5 коп. серебром).
Будучи уже пожилым человеком, в возрасте 65 лет первым браком женился на некой 25-летней девице Марии Александровне Берглёвой (Береглёвой) (1867-не ранее 1921), финляндской уроженке Выборгской губернии, православной. Венчались в церкви Св. Алексия Человека Божия (Алексеевской церкви) при отделении взрослых С.-Петербургского Дома милосердия, что на Петербургской стороне, 7 (19) февраля 1892. Поручители по женихе: дворянин Владислав Генрихович Валицкий и мещанин Василий Владимирович Фалевич; по невесте: сыновья титулярного советника Владимир и Дмитрий Фёдоровичи Фёдоровы.
Единственный их сын ― Борис Дмитриевич Голубцов (17.07.1898―март 1921), родился вскоре после смерти отца, которого не знал, был крещён 29 августа (10 сентября) 1898 в Михайловской церкви при Михайловском учебно-воспитательном заведении для детей артиллерийских офицеров. Восприемники: двоюродный брат, отставной поручик гвардии Александр Владимирович Голубцов, а при Святой купели был сын дворянина Е. П. Пичугин, чей отец учился в Императорском училище правоведения вместе Владимиром Платоновичем Голубцовым (отцом поручика А. В. Голубцова), и старшая надзирательница Михайловского учебно-воспитательного заведения для детей артиллерийских офицеров Анна Фёдоровна Родионенко (16.07.1859―7.04.1935, Франция). Служил в Кронштадте, в чине прапорщика (по другим сведениям вольноопределяющимся) был и. о. делопроизводителя технической части 3-го минно-подрывного дивизиона. Был холост. В связи с октябрьским (1919) заговором в составе 4-й роты 3-го минно-подрывного дивизиона 3 (16) марта 1921 был арестован ВЧК в Ораниенбауме. На допросах вины не признал и отрицал, что был офицером (назвался вольноопределяющимся). По приговору чекистов расстрелян.
Кроме Бориса у Д. П. Голубцова было две внебрачные дочери: Катерина Сивцова (1887―?), которая с 8 (21) февраля 1908 вышла замуж за сотника, впоследствии подъесаула 1-го Екатеринодарского кошевого атамана Чепеги полка Кубанского казачьего войска Владимира Фёдоровича Сивцова, в браке с ним имела сына Игоря и дочь Татьяну, родившихся в С.-Петербурге; Мария Фок (1888―?), которая с 3 (16) февраля 1913 вышла замуж за потомственного дворянина Уфимской губернии, рядового запаса Николая Николаевича Фока (1870―?), вторая его жена.
- Платон Платонович Голубцов (1829[76]―1868) ― надворный советник. Одновременно служил по выборам дворянства, по ведомствам М-ва императорского двора (1860―1868), М-ва юстиции (1866―1868) и сверх штата в Государственной канцелярии (1857―1868).

В службу вступил по ведомству М-ва внутренних дел, канцеляристом С.-Петербургского дворянского депутатского собрания; 17 (29) ноября 1850 производится, за выслугу лет, в коллежские регистраторы, со старшинством с 29 апреля (11 мая) 1849; в период Крымской войны 1853-1856, в кампанию 1855 года вступил в службу подпоручиком дружины № 2-го Государственного подвижного ополчения С.-Петербургской губернии, назначен на должность ополченского адъютанта; по случаю расформирования ополчения уволен от службы, с переименованием в губернские секретари и с зачислением сверхштатным чиновником при канцелярии с.-петербургского гражданского губернатора 3 (15) июня 1856; за отличие по Государственному подвижному ополчению, 25 октября (6 ноября) 1856 произведён в коллежские секретари, со старшинством с 29 апреля (11 мая) 1855; назначен сверхштатным младшим помощником экспедитора Д-та государственной экономии Государственной канцелярии 29 марта (10 апреля) 1857; по выборам дворянства, с 16 (28) ноября 1857 утверждён депутатом С.-Петербургского дворянского депутатского собрания от дворян Петергофского уезда, с оставлением в должности по Государственной канцелярии; 16 (28) октября 1858 производится, за выслугу лет, в титулярные советники, со старшинством с 29 апреля (11 мая) 1858; 21 мая (2 июня) 1860 определён в ведомство М-ва императорского двора, на должность секретаря Экспедиции церемониальных дел, с 14 (26) мая 1860 и с оставлением при занимаемой им должности сверх штата в Государственной канцелярии; орд. Св. Станислава 3-й ст. (23.04.1861); 18 (30) января 1862 производится, за выслугу лет, в коллежские асессоры, со старшинством с 29 апреля (11 мая) 1861; орд. Св. Анны 3-й ст. (19.04.1864); 20 октября (1 ноября) 1865 производится, за выслугу лет, в надворные советники, со старшинством с 19 апреля (1 мая) 1865; орд. Св. Станислава 2-й ст. (22.10.1867); 9 (21) декабря 1867 уволен в отпуск, по России и за границу, ― по 1 (13) мая 1868; находясь в том отпуске, умер в Тюбингене, где и был похоронен; исключен из списков умершим 2 (14) марта 1868.
С 18 (30) апреля 1859 ― действительный член Императорского Вольного экономического о-ва, по его I-му и II-му отделениям. В 1860-х был владельцем машиностроительной мануфактуры (фабрики) своего имени по производству сельскохозяйственных машин, орудий и снарядов, работавшей в Петергофском уезде, по Большому Царскосельскому проспекту, д. № 7 и д. № 45. В 1864―1865 гг. состоял действительным членом С.-Петербургского собрания сельских хозяев. Собиратель библиотеки, преимущественно по сельскому хозяйству, подаренной племяннику В. В. Голубцову. Петергофским земским собранием в апреле 1866 избран, и определением Правительствующего сената от 2 (14) мая 1866 утверждён почётным мировым судьей Петергофского уезда.
С 10 (22) мая 1867 жена ― девица Наталья Михайловна Ржевская (3.04.1841―26.02.1876), дочь рязанских помещиков, мирового посредника Спасского уезда, спасского уездного предводителя дворянства, статского советника Михаила Григорьевича Ржевского и урождённой Екатерины Соломоновны Мартыновой (их брак с 30.01.1833). Родная племянница майора Н. С. Мартынова, убившего на дуэли поэта М. Ю. Лермонтова. Венчались в Богородице-Рождественской церкви Москвы, что в Столешниках. Поручителем по женихе стал неслужащий дворянин Соломон Михайлович Мартынов, по невесте ― брат её родной, надворный советник Николай Михайлович Ржевский, и отставной поручик Дмитрий Соломонович Мартынов. Брак бездетен. Овдовев, вторым браком вышла замуж за барона Фердинанда Карла Оттона фон Фиркса (14.06.1836―2.03.1892), служившего по ведомству М-ва юстиции, в должности председателя верхнего крестьянского суда Туккумского уезда.
Вместе с братьями: Фёдором, Александром, Иваном, Дмитрием, Владимиром и Эммануилом ― Платон был сонаследником родового имения отца в Красноуфимском и Петергофском уездах, и каменного дома в С.-Петербурге, по ул. Караванной / ул. Итальянской, прежде принадлежавшего тётке, принцессе Е. И. Гогенлоэ Кирхберг. По купчей от 22 июля (3 августа) 1853, совершенной во 2-м департаменте С.-Петербургской гражданской палаты, Фёдор, Александр, Платон, Владимир и Эммануил отказали свои доли того дома в пользу одного брата Дмитрия, получив от него за свои части 50 000 руб. серебром.
- Владимир Платонович Голубцов (1832―1887) – юрист, правовед, видный судебный, земский и общественный деятель Пермской губернии, действительный статский советник.

Окончил Императорское училище правоведения 13 (25) мая 1853 (14 выпуск), c правом на чин 10 класса. Утверждён в чине коллежского секретаря 20 мая (1 июня) 1853. Определён на службу во 2-й департамент Правительствующего Сената, где c 1854 служил младшим и старшим помощником секретаря, затем – секретарем; титулярным советником 13 (25) мая 1856; коллежским асессором 13 (25) мая 1859; товарищ председателя Киевской уголовной палаты с 1860 по 1863, где некоторое время и. д. председателя; орд. Св. Станислава 2-й ст. (23.12.1862); по прошению, 16 (28) августа 1863 причислен к Департаменту М-ва юстиции c 4 (16) июля 1863, состоял при Департаменте м-ва с 1863 по 1873; 21 февраля (4 марта) 1864 производится, за выслугу лет, в надворные советники, со старшинством с 13 (25) мая 1863; 30 ноября (12 декабря) 1872 производится, за выслугу лет, в коллежские советники, со старшинством с 26 июня (8 июля) 1867. В 1873 на Красноуфимском чрезвычайном уездном земском собрании, которое было посвящено введению в Пермской губернии мирового суда, В. П. Голубцов был избран большинством голосов в почётные мировые судьи и, определением Правительствующего сената от 17 (29) сентября 1873, утверждён почётным мировым судьей по Красноуфимскому уезду. На первом же собрании мировые судьи Красноуфимского уезда выбрали из своей среды председателя их съезда ― В. П. Голубцова, занимавшего эту должность с небольшими перерывами (кроме второго трехлетия в 1876―1879) до самой смерти в 1887. Находясь в звании и должности почётного мирового судьи Красноуфимского уезда и председателя Красноуфимского съезда мировых судей Пермской губернии, избирался и от правительства назначался на различные другие должности: гласного Красноуфимского уездного земства, председателя Красноуфимского уездного земского собрания, председателя Красноуфимской земской управы, председательствующего в Пермском губернском земском собрании ― и др.  Минуя чин статского советника, ВП от 24 марта (5 апреля) 1876 за № 14, по ведомству М-ва юстиции, производится, за выслугу лет и отличие по службе, из коллежских - в действительные статские советники. Приказом министра народного просвещения от 28 февраля (11 марта) 1884 за № 2, утверждён членом Попечительства Красноуфимского реального училища на три года, с 1 (13) января 1884. Приказом министра юстиции от 3 (15) февраля 1887 за № 7, приглашен к участию в Красноуфимском уездном по крестьянским делам присутствию, на трехлетие, с 1885 по 1888 год. Исключен из списков мировых судей умершим определением Правительствующего сената от 3 (15) марта 1887.
Жена, с 10 (22) апреля 1855 ― девица Варвара Александровна Половцева (1836―1890), дочь члена совета министра государственных имуществ, действительного статского советника Александра Андреевича Половцова. Их дети: историк и генеалог В. В. Голубцов; Александр Владимирович Голубцов (10.04.1858―?), камер-паж, поручик лейб-гвардии Гусарского Его Величества полка, почётный мировой судья Красноуфимского уезда.
Переехав с семьей из С.-Петербурга в родовое поместье — с. Александровское (Голубцовское тож), Красноуфимского уезда, Пермской губернии, В. П. Голубцов много времени уделял возрождению усадьбы и управлению усадебным хозяйством, включавшим стекольный и винокуренный заводы, мукомольные мельницы. Сельскохозяйственный деятель, участник сельскохозяйственных выставок: Пермской губернской сельскохозяйственной выставки в сентябре 1866 (золотая медаль за произведения земледелия: шотландская ярица, пшеница и картофельный овес ― и домашний скот); 2-й Всероссийской выставки крупного рогатого скота, овец и свиней в Москве в августе 1872. После смерти В. П. Голубцова, его сына Владимира, и супруги Варвары, хозяйство родового имения пришло в упадок. За долги перед Пермским отделением Крестьянского поземельного банка и по решению Красноуфимской землеустроительной комиссии имение, которым владел внук В. В. Голубцов (младший) ― 14 124 десятин, в октябре 1907 было куплено банком и землеустроительной комиссией за 432 198 руб., разделено на хуторские участки и в 1909―1910 гг. распродано.
- Эммануил Платонович Голубцов (1835―1886) ― статский советник, камер-юнкер. Служил по ведомству М-ва внутренних дел. Участник Восточной войны 1853―1856, подавления Польского восстания 1863―1864 и Русско―турецкой войны 1877―1878.

В службу вступил унтер-офицером 5-го сапёрного батальона Инженерного корпуса; из юнкеров произведён, за выслугой узаконенных лет, в прапорщики Литовского егерского полка 10 (22) октября 1854; переведён в лейб-егерский Бородинский Его Величества полк 10 (22) апреля 1856; назначен состоящим в должности адъютанта киевского военного, подольского и волынского ген.-губернатора, ген.-адъютанта князя И. И. Васильчикова 23 марта (4 апреля) 1858; произведён, за отличие по службе, в подпоручики 6 (18) июня 1858, с оставлением в должности; произведён, за отличие по службе, в поручики 10 (22) августа 1859, со старшинством с 23 июня (5 июля) 1859 и утверждением в должности; орд. Св. Станислава 3-й ст. (17.07.1860); орд. Св. Анны 3-й ст. (15.06.1862); назначен состоящим в должности адъютанта, по пехоте, при командующем войсками Киевского военного округа, ген.-адъютанте Н. Н. Анненкове 21 февраля (5 марта) 1863; произведён, на вакансию, в штабс-капитаны лейб-пехотного Бородинского полка 10 (22) ноября 1863, с оставлением в должности; орд. Св. Станислава 2-й ст. (26.12.1863); уволен в отпуск на 4 месяца для излечения болезни за границу – в Германию, Францию, Швейцарию и Англию 6 (18) июля 1864; назначен адъютантом к нему же, ген.-адъютанту Н. Н. Анненкову, по званию командующего войсками Киевского военного округа, с оставлением по армейской пехоте 17 (29) ноября 1864; уволен от военной службы для определения к статским делам, с переименованием, из штабс-капитанов 68-го лейб-пехотного Бородинского полка, в чин коллежского секретаря 11 (23) марта 1865; 21 марта (2 апреля) 1865 определён в службу, из отставных коллежских секретарей, в ведомство М-ва внутренних дел, сверхштатным чиновником особых поручений VIII класса при министре, с 12 (24) марта 1865;  14 (26) марта 1868 производится, за выслугу лет, в титулярные советники, со старшинством с 11 (23) ноября 1866; в том же ― 1868, с оставлением сверх штата VIII класса при министре внутренних дел, откомандирован в распоряжение киевского, подольского и волынского ген.-губернатора; пожалован в звание камер-юнкера Двора Его Величества 31 марта (12 апреля) 1868, с оставлением в должности; орд. Св. Анны 2-й ст. (6.02.1870); 19 (31) мая 1870 производится, за выслугу лет, в коллежские асессоры, со старшинством с 17 (29) ноября 1869; 31 января (12 февраля) 1871 назначен чиновником особых поручений VI класса  при киевском, подольском и волынском ген.-губернаторе, с 27 января (8 февраля) 1871 и с оставлением в придворном звании; знаки орд. Св. Анны 2-й ст. с императорской короной (27.07.1873); орд. Св. Владимира 4-й ст. (30.08.1876); сенатским указом от 10 (22) декабря 1876 за № 139  (приказ министра внутренних дел от 13.11.1876 за № 68, на основании указа Правительствующего Сената от 3.11.1876, по Герольдии ), производится, за выслугу лет, со старшинством, по ведомству Департамента общих дел М-ва внутренних дел, в надворные советники, с 17 (29) ноября 1873;  26 апреля (8 мая) 1878 причислен к Министерству внутренних дел, в звании камер-юнкера, с увольнением от занимаемой должности чиновника особых поручений при киевском, подольском и волынском ген.-губернаторе, с 21 апреля (3 мая) 1878; в том же ― 1878, откомандирован состоять по особым поручениям при Императорском российском комиссаре в Болгарии, где находился в 1878―1879, с оставлением при министерстве и в придворном звании; производится, за отличие, в коллежские советники 30 августа (11 сентября) 1879; производится, за отличие, в статские советники 1 (13) февраля 1880; в 1881 назначен по особым поручениям при ген.-губернаторе Восточной Сибири, с оставлением в придворном звании; в последней должности состоял членом совета Главного управления Восточной Сибири в Иркутске (1881―1885), от генерал-губернаторства Восточной Сибири в 1884―1885 командировался чиновником для наблюдения за работами по строительству Обь-Енисейского соединительного водного пути между реками Кеть и Енисеем, в р-не рек Озерной, Ломоватой и Язевой. Умер и похоронен в Иркутске. За кампании Крымской войны имел знак отличия военного ордена Св. Георгия и светло-бронзовую медаль «В память войны 1853—1856», на Андреевской ленте; за Польскую кампанию, кроме орд. Св. Станислава 2-й ст., награждён светло-бронзовой медалью «За усмирение Польского мятежа 1863—1864». Был холост.